# Calwer Zeughandlungskompagnie

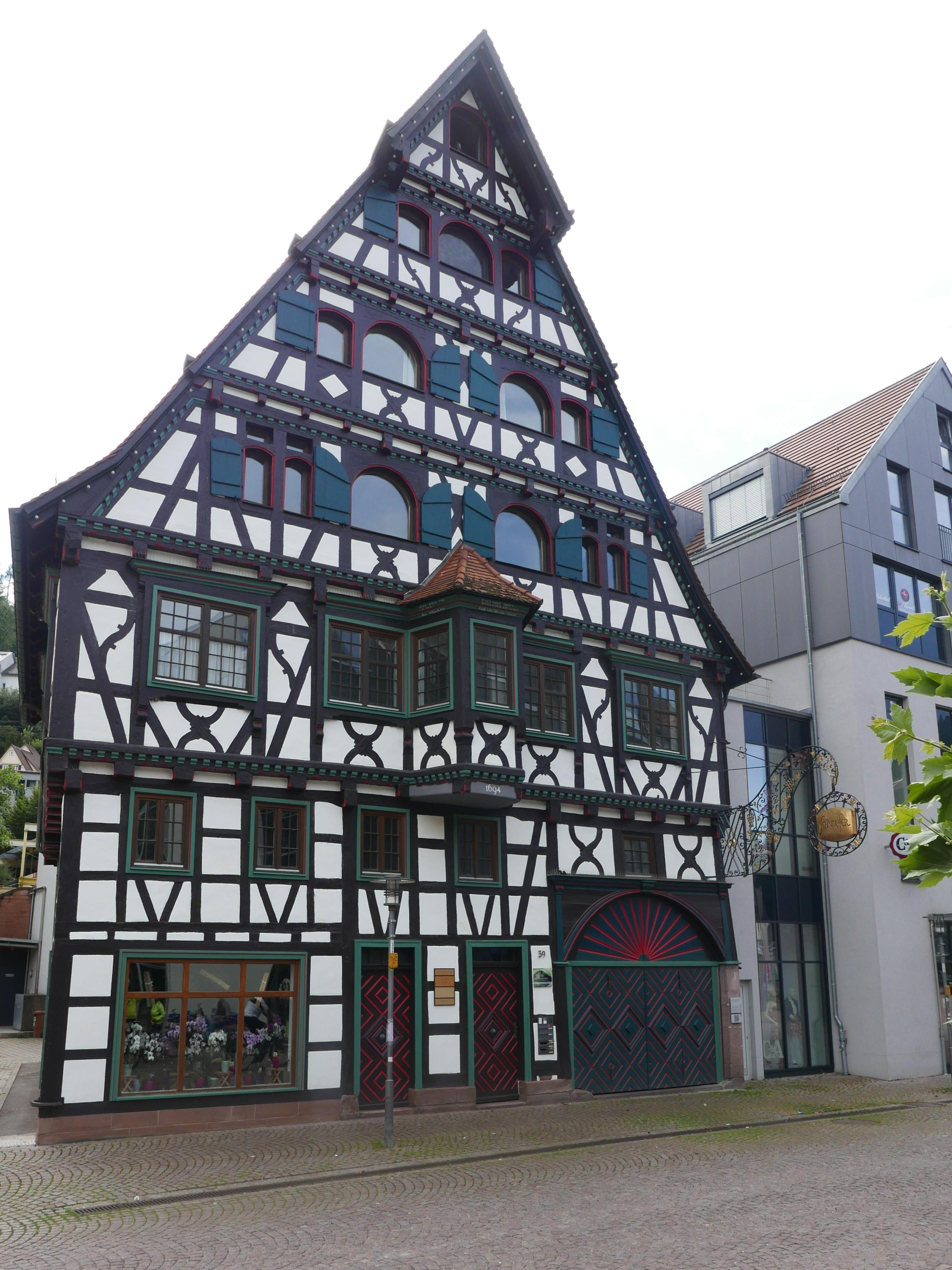
Haus Schnaufer: Von Johann Jakob Schill (1628–1704), Kompagnie-Mitgründer und Bürgermeister, 1694 errichtetes Fachwerkhaus

Die Calwer Zeughandlungskompagnie war ein im Verlagssystem organisiertes Unternehmen der Zeug-Produktion und des Zeug-Handels. Sie wurde 1650 in Calw gegründet und 1797 aufgelöst. Die Teilhaber dieses Unternehmens kamen aus 14 vielfach miteinander verwandten Familien. Zeitweise waren bis zu 1000 Zeugmachermeister durch das Verlagssystem vom Unternehmen abhängig; rund 2000 Spinnerinnen kamen hinzu. Die Zeugmacher lebten in einem Gebiet, das von Heimsheim im Norden, Schönaich im Osten, Horb im Süden bis Bösingen im Westen reichte. Über den Fernhandel gelangte das Calwer Zeug nach Frankreich, in die Schweiz, die Territorien auf der italienischen Halbinsel, Ober- und Niederösterreich, Tirol, Böhmen, Ungarn, Schlesien und Polen sowie in die Erzbistümer Trier, Köln oder Mainz und weitere Gebiete des Heiligen Römischen Reichs Deutscher Nation. Im Herzogtum Württemberg war die Kompagnie das erste und größte Verlagsunternehmen und der größte Exporteur, sie entwickelte sich zu einem der größten gewerblichen Organisationen auf dem europäischen Kontinent.

## Bezeichnungen
Das Unternehmen firmierte nicht einheitlich. Auch sind unterschiedliche Benennungen und Schreibweisen in Gebrauch gewesen. Dazu gehören Calwer Zeughandlungskompagnie, Calwer Compagnie, Calwer Kompagnie, Zeug- und Färber-Handelscompagnie, Färber- und Zeughandlungscompagnie, Färberkompagnie, Zeughandlungskompagnie sowie Mayer, Wagner und Walther oder Mayer, Schill und Compagnie.

## Vorgeschichte

### Anfänge der Calwer Zeugherstellung
Bedingt durch die konfessionellen Konflikte in den Niederlanden im 16. Jahrhundert brachten protestantische Flüchtlinge von dort Wollzeug, Kämme und entsprechendes Fachwissen mit, das in Deutschland noch wenig verbreitet war. Davon profitierten auch die Tuchmacher in Calw, die sich um 1570 der Produktion von Zeug zuwandten, also Stoffen aus glatter, leichter, schmaler, meist ungewalkter und langfaseriger gekämmter Wolle. Die Weber nahmen die Herstellung des neuartigen Zeugs auf, weil die Produkte guten Absatz versprachen. 1589/90 wurden die Calwer Zeugmacher als eigene Zunft anerkannt und lösten sich damit institutionell von den Tuchmachern. Wurden 1591 insgesamt 70 Zeugmacher in Calw gezählt, so waren es 1616 bereits 250. Calw prosperierte, die Zahl der Einwohner wuchs von 2545 im Jahr 1622 auf 3892 im Jahr 1634. Auf Drängen der Calwer Zeugmacher dehnte Herzog Johann Friedrich die Zunftordnung 1611 auf weitere Gebiete aus (Herrenberg, Böblingen, Wildberg, Sindelfingen und Stammheim). Zudem wurde sie in Fragen der Ausbildung, der Obergrenzen für die Produktion pro Meister und in Qualitätsfragen verschärft. Vor allem wurde den Zeugmachern das Färben und der Verkauf auf eigene Rechnung untersagt.
Zuvor waren die Produkte auf regionalen Wochen- und Jahrmärkten durch die Zeugmacher selbst angeboten worden oder sie hatten sie an Fernhändler verkauft, die den Schwarzwald bereisten. Ausgangs des 16. Jahrhunderts griffen einige Calwer Bürger die Idee des Verlagssystems auf, das in anderen Teilen Deutschlands bereits erprobt war. Sie konzentrierten sich auf den Warenabsatz und betrachteten Marktkenntnisse und Logistik als entscheidend, also Fragen des Transports, der Währungen, der Handelsbräuche und der Moden. Insbesondere jene Zunftmitglieder, die sich auf das Färben verstanden, damit den letzten wichtigen Produktionsschritt beherrschten und zunehmend unter ihre Kontrolle brachten, sahen hier ihre Chancen. Produktion und Verkauf trennten sich mehr und mehr. Die Waren aus Calw wurden auf Messen in Frankfurt, Worms, Straßburg oder Basel angeboten, ebenso in Würzburg und Nürnberg. Einige Calwer Färberverleger wurden in kurzer Zeit reich, die produzierenden Zeugmacher klagten dagegen nicht selten über karge Lebensverhältnisse. Die Färberverleger kümmerten sich nicht allein um den Absatz, sondern mehr und mehr auch um die Beschaffung der für die Produktion benötigten Wolle. Es gelang ihnen, die Zeugmacher in ihre Abhängigkeit zu bringen.

### Entwicklung im Dreißigjährigen Krieg
1622 entschlossen sich 15 Calwer Färberverleger zur Kooperation, um den Konkurrenzdruck zu senken. Sie gründeten die Gesellschaft der Gesamten Färber und Handelsgenossen zu Calw. Sie existierte bis 1628. Ihr Zweck war der gemeinsame Einkauf von Rohmaterial und Farbstoffen sowie der partnerschaftliche Absatz der Ware auf den Messeplätzen. In allen anderen unternehmerischen Belangen handelte jeder Gesellschafter jedoch auf eigene Rechnung.
Die Lage für die Zeugmacher und für die Verleger verschlechterte sich während des Dreißigjährigen Krieges, denn die Beschickung von Messen wurde risikoreicher und die Nachfrage litt durch Kaufkraftverluste. Nachdem 1634 die Schweden die Schlacht bei Nördlingen verloren hatten, eroberten die
habsburgischen Alliierten Württemberg. Truppen unter Johann von Werth zerstörten Calw im September 1634. 580 Häuser fielen den Flammen zum Opfer. Pest und Hunger dezimierten im Jahr darauf die Bevölkerung weiter. Auch viele der städtischen Färberverleger verarmten, was Überlegungen zu einer erneuten Zusammenarbeit lange erschwerte. Erst nach dem Westfälischen Frieden (1648) setzte ein Wiederaufschwung ein, gefördert durch die merkantilistische Politik von Herzog Eberhard III.

## Die Calwer Compagnie

### Gründung und Organisation

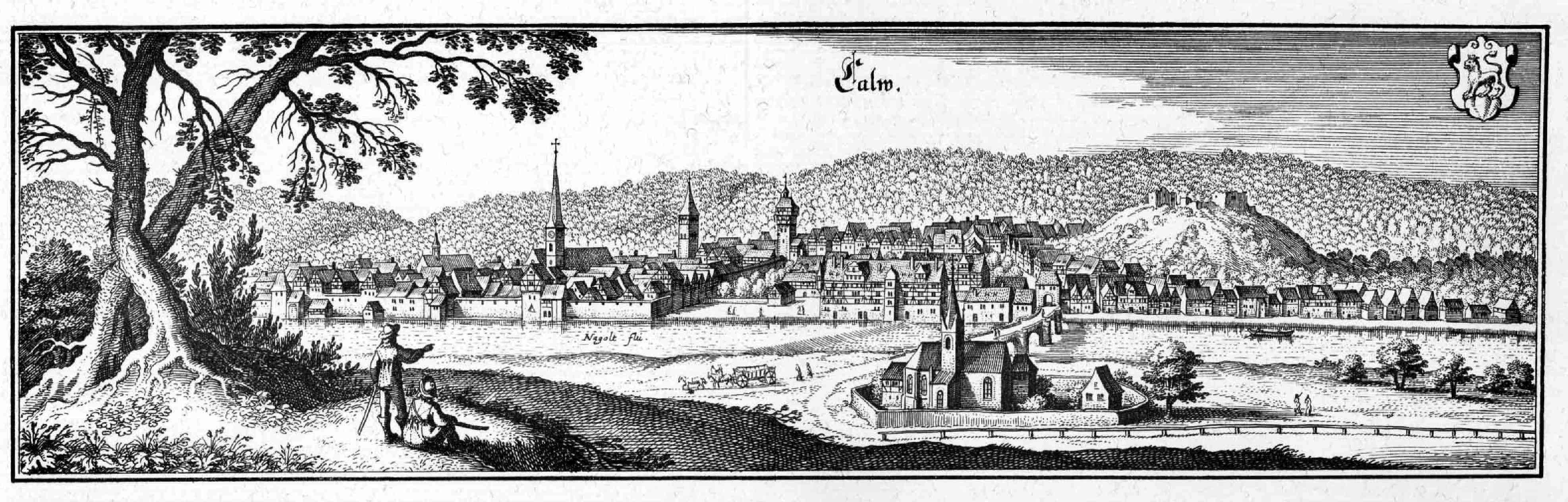
Ansicht Calws im 17. Jahrhundert in der Topographia Suaviae (Topographie Schwabens), veröffentlicht von Matthäus Merian

Im Herbst 1650 kam es unter Vermittlung der herzoglichen Verwaltung zu einer Übereinkunft zwischen den Calwer Färbern und mit ihnen verbundenen Händlern einerseits sowie den Zünften der Zeugmacher in der Stadt und der Umgebung andererseits: Die Calwer Zeughandlungskompagnie wurde gegründet. In ihr waren anfangs insgesamt 23 Färber und Händler organisiert. Ihre Aufgabe bestand in der Wollbeschaffung, der Veredelung (reinigen, färben, mangeln und pressen) und dem Zeug-Vertrieb. Jeder Teilhaber, Compagnie-Verwandter genannt, haftete mit seinem Gesamtvermögen für das Unternehmen. Zwei Teilhaber übernahmen die Geschäftsführung. Seit 1663 trat ein Neuner-Ausschuss der Teilhaber mit beratender und kontrollierender Funktion hinzu. Dieses Gremium war „das eigentliche Machtzentrum“. Die meist jährlich tagende Generalversammlung der Teilhaber beschloss die Gewinnverteilung, wählte das Personal für die Geschäftsführung und den Neuner-Ausschuss, entschied über die Aufnahme neuer Mitglieder und legte fest, wer in der Compagnie mit welchen Spezialaufgaben, Amt genannt, betraut wurde. Die Kompagnie entwickelte sich zu einem exklusiven Kreis von anfänglich 13 Familien, im 18. Jahrhundert kam durch Einheirat eine weitere hinzu. 1673 rekrutierten sich aus ihnen 32 Teilhaber. Ihr Ausbildungsschwerpunkt lag auf dem Kaufmännischen, gelernte Zeugmacher gab es zum damaligen Zeitpunkt keine mehr. Die Teilhaber hießen Kompagnie-Herren, wenngleich auch Witwen unter ihnen waren. Anfang des 18. Jahrhunderts wurden 43 Teilhaber gezählt, 1778 waren es 22.

Compagnie-Herren (Auswahl)
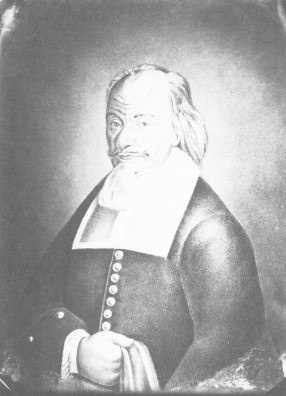
Johannes Schill (1607–1682)
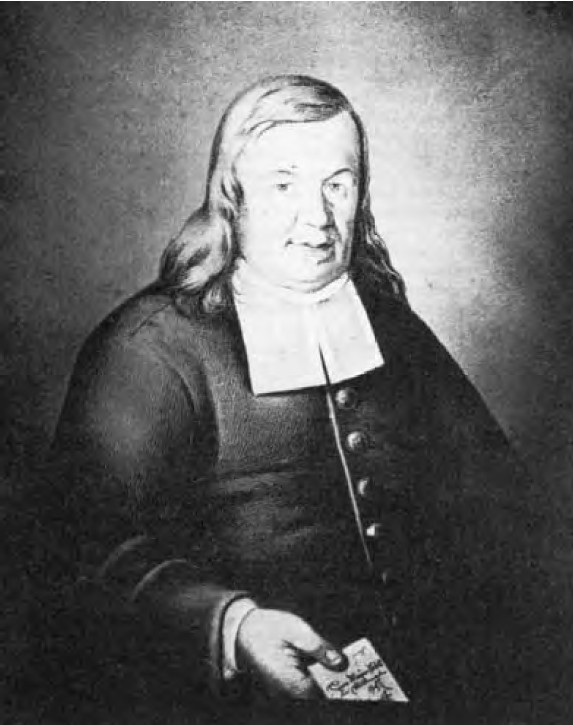
Johann Jakob Schill (1628–1704)
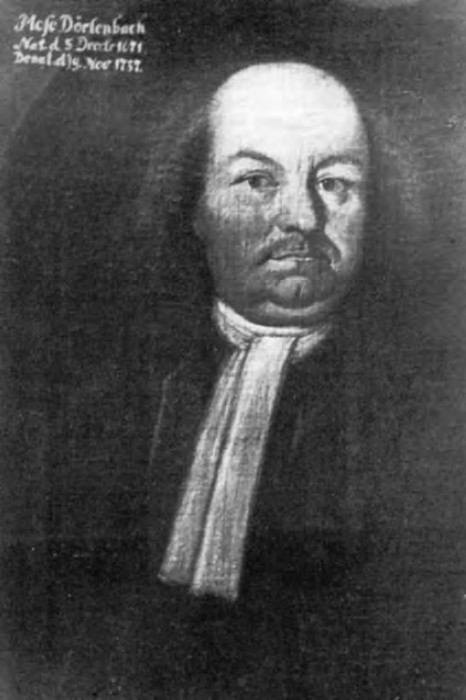
Mose II Doertenbach (1671–1737)
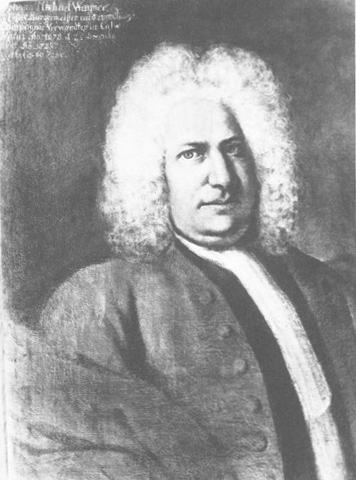
Johann Michael Wagner (1678–1738)
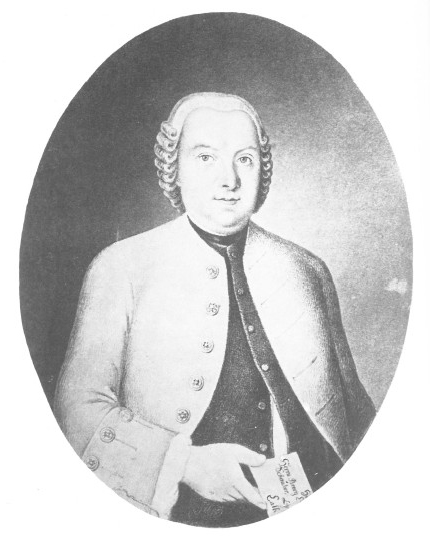
Georg Christoph Schauber (1709–1791)
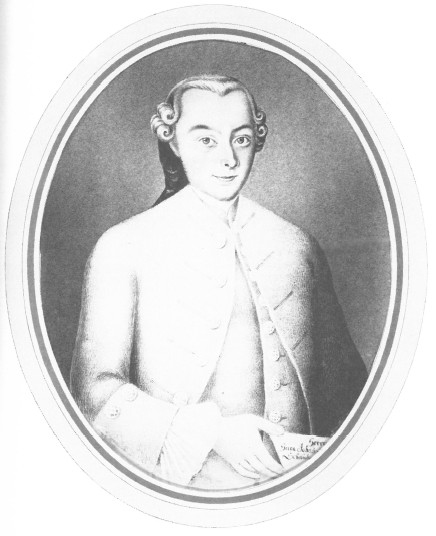
Johann Ludwig Schauber (1734–1781)

Das Herz des Unternehmens schlug immer in Calw. Eine von 1709 bis 1719 im thüringischen Schleiz betriebene Tochtergesellschaft blieb Episode, denn dort stellten sich keine wirtschaftlichen Erfolge ein. Zum Portfolio des Unternehmens zählten über die Jahrzehnte unterschiedliche Zeuge wie beispielsweise Engelsait, Zehnbund (Sayen), Cadis, Beuteltuch, Rasch, Estamin, Droguet, Crepp (auch Crepin oder Crepon genannt), Scoti und Scotini.

### Calwer Moderation

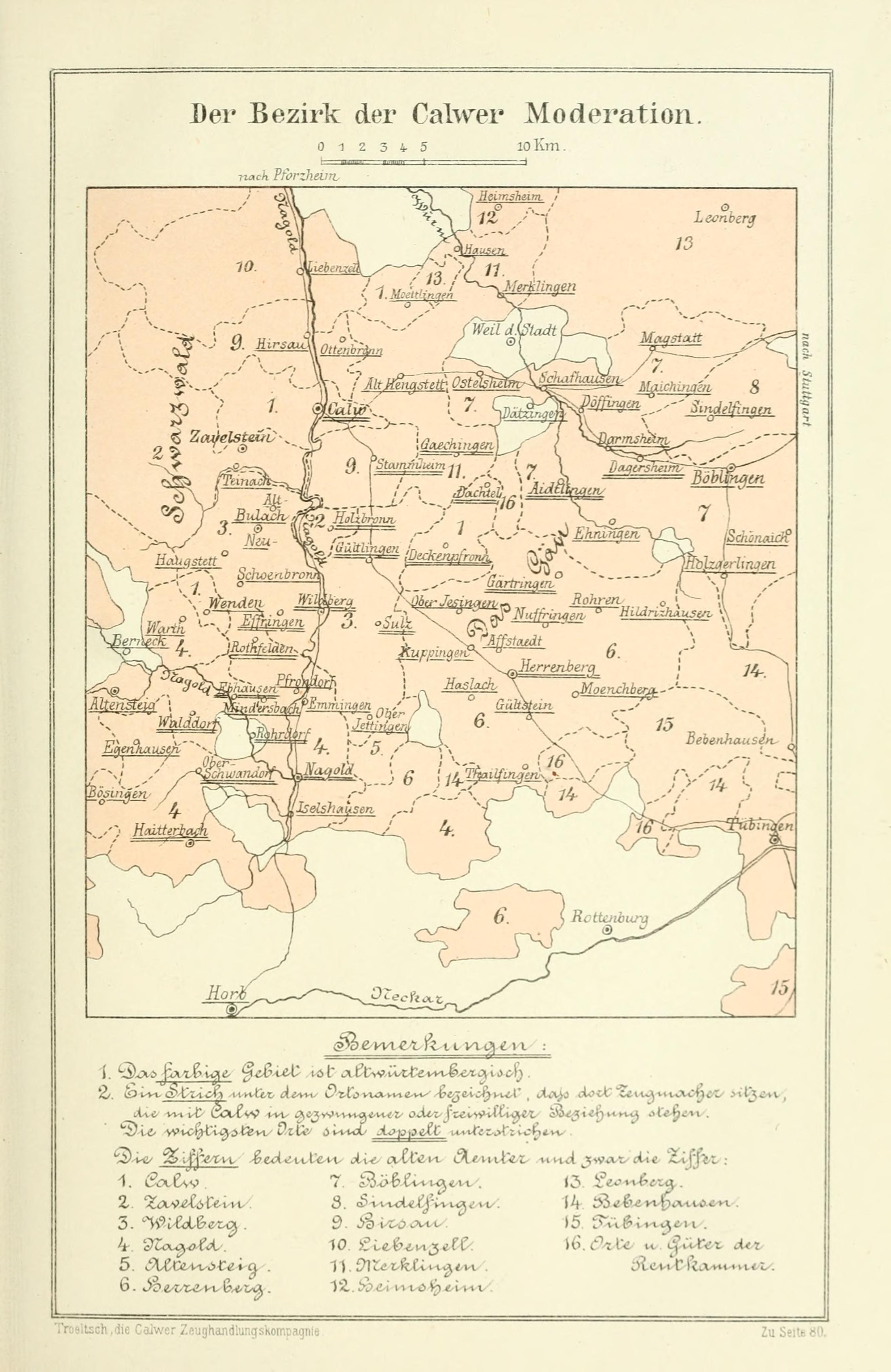
Gebiet der Calwer Moderation, 1897 publiziert von Walter Troeltsch

Die Färberzunftordnung von 1650 regelte in einem zentralen Punkt, dass die Zeugmacher verpflichtet waren, ihre gesamten Waren nur an die Calwer Kompagnie zu verkaufen. Sie waren gebannt. Diese Regelung machte die Bindung der Produzenten an die Verleger noch enger als 1622. Die verschärfte Abhängigkeit der Zeugmacher von der Kompagnie zeigte sich überdies darin, dass für die Kompagnie keine Abnahmepflicht bestand. Das Gebiet dieser sogenannten Calwer Moderation mit seinen rund 1000 Quadratkilometern, ungefähr ein Neuntel Altwürttembergs, umfasste rund 60 Dörfer und Städte. Es reichte von Heimsheim im Norden, Schönaich im Osten, Horb im Süden bis Bösingen im Westen. Die Zeugmacher waren in zehn sogenannten Laden (örtlichen Zünften) organisiert. Auch Zeugmachermeister, die nicht im Gebiet der Calwer Moderation lebten, beispielsweise in Dätzingen, Berneck oder Rohrdorf, produzierten in Abhängigkeit von der Kompagnie. 1756 arbeiteten innerhalb des Moderationsgebietes rund 1000 Zeugmacher; 2000 Spinnerinnen lieferten das Garn. Zum Ende des 18. Jahrhunderts sollen 5000 bis 6000 Menschen beschäftigt gewesen sein, wobei diese Zahl in der Literatur gelegentlich hinterfragt worden ist. Die Zeugmacher mussten zu festgesetzten Tagen ihre Ware nach Calw ins Kompagnie-Kaufhaus, dem heutigen Andreähaus, bringen und den Verlegern vorlegen. Die Ankaufpreise wurden zunächst frei ausgehandelt, dann unter behördlicher Aufsicht. Ein nachlassendes Interesse der Behörden an dieser Kontrolle führte schließlich dazu, dass die Kompagnie Preise nicht verhandeln musste, sondern faktisch vorgeben und durchsetzen konnte. Als ungenügend erachtete Ware wiesen die Vertreter der Kompagnie zurück. Schmuggel durch Zeugmacher, also der eigenhändige Verkauf von Zeug an Abnehmer außerhalb der Moderation, kam zwar vor, nicht jedoch in nennenswertem Umfang.

### Absatzwege
Der Absatz wurde im Wesentlichen über Messen organisiert. Die Calwer Compagnie war im Fernhandel regelmäßig mit Messeständen in Straßburg, Linz, Schaffhausen, Zurzach, Basel, Bozen und Chiavenna vertreten. Auf diese Weise fand das Calwer Zeug seinen Weg nach Frankreich, in die Schweiz, Italien, Ober- und Niederösterreich, Tirol, Ungarn, Böhmen, Schlesien und Polen. Das Unternehmen nutzte ebenfalls Messen in Frankfurt am Main, Naumburg, Leipzig, Nördlingen, Nürnberg, Augsburg, Ulm, Heilbronn, Karlsruhe, Mannheim, Mainz und Schweinfurt als Vertriebsweg. Der geringere Warenanteil ging in die nähere Region, beispielsweise nach Tübingen, Stuttgart, Cannstatt, Kirchheim oder Heidenheim. Neben dem Fernhandel gab es auch den Detailverkauf in Calw sowie Sendungen an bestimmte Einzelkunden oder Kommissionäre. Diese Art des Vertriebs blieb aber stets nachrangig.

### Umsätze und Rentabilität
Um 1680 erreichte der Warenabsatz einen Gesamtwert von rund 180.000 Gulden (fl.). Während des Pfälzischen Erbfolgekriegs (1688–1697) litt das Geschäft schwer. Von 1692 bis 1694 brach der Absatz fast vollends ein, eine Folge der abermaligen Zerstörung Calws im September 1692 durch französische Truppen. Die Kompagnie gab ihre Verluste mit 60.000 fl. an. Anschließend erholte sich die Geschäftstätigkeit, die Umsätze lagen im Jahr 1700 bei 150.000 fl., bis zum Geschäftsjahr 1725/26 waren sie auf 256.600 fl. angewachsen. Bis 1764 folgte, eingebettet in ein weitgehend friedliches und wirtschaftlich relativ stabiles Umfeld, die „eigentliche Blütezeit“ der Kompagnie. Im Geschäftsjahr 1755/56 belief sich der Gesamtumsatz auf 345.900 fl. Ihr bestes Umsatzjahr verzeichnete die Calwer Compagnie 1761/62: Waren im Wert von mehr als 429.000 fl. wurden abgesetzt. In den Jahren nach 1764 folgte ein Jahrzehnt der Rückschläge, bedingt durch die allgemein unbefriedigende Wirtschaftslage. Ab 1774 verbesserte sich die Situation wieder, obgleich die Zahlen von 1761/62 nicht mehr erreicht wurden.
Merkantilistische Maßnahmen wie etwa Schutzzölle oder Einfuhrverbote erschwerten die Absatzchancen der Kompagnie. Im Laufe des 18. Jahrhunderts traf das zum Beispiel für Österreich, Böhmen und Bayern zu. Als immer wichtiger erwies sich der über Bozen bediente italienische Markt. Im dritten Quartal des 18. Jahrhunderts setzte die Kompagnie dort rund 70 Prozent der gesamten Produktion ab. Ab 1774 fiel dieser Anteil auf etwas mehr als 50 Prozent zurück.
In der ersten Hälfte des 18. Jahrhunderts bewegte sich die Eigenkapitalrentabilität zwischen 30 und 40 Prozent. Sie sank von 1750 bis 1790 auf Werte um 20 Prozent. Ab Mitte der 1790er Jahre machte die Kompagnie Verluste geltend. Grundsätzlich war das Geschäft der Compagnie für ihre Teilhaber sehr einträglich: Ein schon älterer Anteilseigner erhielt in den Jahren nach dem Siebenjährigen Krieg (1756–1763) durch die Entlohnung für sein Amt, durch seine Gewinnbeteiligung und durch Zinsen für Darlehen, die er der Compagnie gewähren konnte, jährlich eine Gesamtsumme zwischen 2000 und 2500 fl., was für den Kauf eines größeren Hauses in mittelgroßen Städten gereicht hätte.

### Konflikte mit den Zeugmachern
In den ersten 15 Jahren der Calwer Compagnie versuchte das Unternehmen offenbar häufiger, die Zeugmacher zum Kauf der von ihr angebotenen Wolle zu zwingen. Zugleich nahm sie für Wolle überhöhte Preise. Als das durch eine große behördliche Untersuchung von 1663 bis 1665 auch amtlich festgestellt wurde, entzog der Herzog der Zeughandlungskompagnie das Recht, sich Zunft zu nennen. Diese Untersuchung war nicht nur wegen der Klagen der Zeugmacher notwendig geworden. Ihr Unmut hatte 1664 auch dazu geführt, dass sie einen der Kompagnie-Herren mit Gewaltandrohungen zwangen, das Calwer Kaufhaus zu verlassen; einem anderen, der zugleich Bürgermeister von Calw war, flog ein Stein ins Fenster. Auch ein Pasquill fand sich, das den Compagnie-Herren Ehre und Gewissen absprach und Gott um Beistand für die Armen bat.
Dass die Calwer Compagnie die von den Zeugmachern in Calw zum Ankauf vorgelegte Ware ablehnen konnte, verstimmte die Zeugmacher im 17. Jahrhundert häufig, zumal sie teils weite Wege auf sich nehmen mussten, um nach Calw zu gelangen. Unsicherheit und Druck lastete auch deshalb auf ihnen, weil im Gebiet der Calwer Moderation durch die vielen Zeugmacher mehr Ware produziert wurde, als die Kompagnie absetzen konnte. Obrigkeitliche Produktionsobergrenzen brachten hier keine dauerhafte Lösung. Durch behördlichen Druck kam eine vorläufige Einigung in Form des sogenannten Knappenhauses zustande: ein Lagerhaus, bei dem die Zeugmacher ab 1674 ihre Ware abliefern und ihre Bezahlung erhalten konnten. Aus diesem Lager bediente sich die Kompagnie, um das Zeug zu veredeln und anschließend zu verkaufen. Auch Fernhändler konnten hier, sofern sie Calw aufsuchten, rohes Zeug kaufen. Insbesondere im Zeitraum von 1678 bis 1685 schien sich über die Institution des Knappenhauses, das von den Zeugmachern und der Kompagnie gemeinsam getragen wurde, eine funktionierende Abstimmung von Produktion und Absatz eingestellt zu haben. Ab 1686 bewirkten Kriege – Entwicklungen im Großen Türkenkrieg sowie Aktivitäten französischer Truppen in Südwestdeutschland – eine Absatzkrise, die mit dem Mechanismus des Knappenhauses nicht mehr in eine Drosselung der Produktion zu überführen war. Die Calwer Compagnie zog sich 1688 vom Knappenhaus zurück, was dessen Ende bedeutete. Das Verhältnis von Unternehmen und Zeugmachern blieb angespannt. Bis zur Auflösung der Kompagnie behaupteten die Zeugmacherzünfte immer wieder, dass die Calwer Compagnie Zeugmachern gegenüber zu „Zwang“, „Nötigung“, „Gewalt“ und „harten Behandlungen“ greife. Sie verhalte sich „böse“, „gemein“, „hart“ und „willkürlich“.

### Verhältnis zur Obrigkeit
Eine Intervention der Obrigkeit gegen Machtmissbrauch durch die Calwer Compagnie wiederholte sich nach 1665 nicht mehr. Im Gegenteil: Sie verhielt sich gegenüber diesem Unternehmen nachsichtig und fördernd, sie betrachtete es als ihr „Schoßkind“. Hier spielten Verwandtschaftsbeziehungen zwischen den Familien der Compagnie-Herren und den Verwaltungsbeamten eine Rolle, zum Teil herrschte eine regelrechte Günstlingswirtschaft. Zudem hatte die Compagnie dem Herzog mehrfach Kredite gewährt.

### Lage der Zeugmacher
Während die Teilhaber der Kompagnie zur Gruppe von Calws Wohlhabenden zählten, blieben die Lebensverhältnisse der Zeugmacher und ihrer Familien bescheiden. Was sie mit ihrem Handwerk verdienten, reichte oft nicht, um die Lebenshaltungskosten zu bestreiten, sodass sie neben der Zeugmacherei ergänzende Tätigkeiten ausübten. Nebenher waren Zeugmacher beispielsweise Wirte, Totengräber, Tuchmacher, Leinenweber, Amtsdiener, Büttel, Holzmesser, Kalkanten, Kannenschmiede, Schwarzfärber, Krämer, Kerzenmacher, Wächter und Hüter oder Lehrer an niederen Schulen.
Ein mit den Verhältnissen vertrauter Oberamtmann notierte 1778, es ginge den Zeugmachern in der Moderation schlechter als Straßenbettlern. Er fragte, „obs recht seie, dass etliche 100 Familien im Land zu Grund gehen müssen, damit etliche dadurch reich werden können?“ Schon seit 1750 hatten in Calw viele Söhne von Zeugmachermeistern keine Ausbildungsstelle in Handwerksberufen mehr gefunden; sie wurden Tagelöhner und Bettler oder wanderten aus.

### Spinnerinnen im Moderationsgebiet
Die Spinnerei wurde im Württemberg des 17. und 18. Jahrhunderts von Frauen bis auf wenige Ausnahmen als Nebenerwerb ausgeübt. Die Bezahlung des Garns bemaß sich nicht nach Qualität, sondern nur nach Quantität. Die im Moderationsgebiet lebenden Frauen, die Garne produzierten und anboten, waren nicht allein auf die Abnahme durch Zeugmacher angewiesen. Beim Garnverkauf an Strumpfmacher und Stricker, die in Calw im Lauf des 18. Jahrhunderts ansässig wurden, konnten sie bessere Preise erzielen. Auf Qualitätsfragen des Garns verwendete die Kompagnie rund 100 Jahre lang keine Mühe. Das änderte sich erst nach Ende des Siebenjährigen Krieges. Die Kompagnie setzte durch, dass es Frauen, die im Moderationsgebiet lebten, verboten wurde, ohne vorherige behördliche Genehmigung für Garnabnehmer außerhalb des Moderationsgebiets zu spinnen. Dieses Verbot wurde vor Ort jedoch keineswegs immer eingehalten. Die Kompagnie hatte seit den 1770er Jahren ein Interesse an besseren Garnqualitäten und an einer ausreichenden Zahl von Spinnerinnen, weil sie begann, auf eigene Rechnung Qualitätsgarn spinnen zu lassen, um es ausgewählten Zeugmachern zur Weiterverarbeitung zuzuleiten.

### Auflösung des Unternehmens
Veränderte Moden waren ein zentraler Faktor für das Ende der Calwer Compagnie, denn Kleidung aus Baumwolle gewann an Beliebtheit. Die Calwer Produkte wirkten nun altmodisch, wurden überwiegend mit althergebrachten Methoden produziert und konnten preislich nicht mehr mithalten. Die Calwer Compagnie hatte keine besondere technische Kompetenz, weil sie sich um die Herstellung des Rohzeugs nicht kümmerte. Das entwickelte sich in dem Moment zum Nachteil, als Innovationskraft andernorts den wirtschaftlichen Erfolg beschleunigte. Der Trend zur Baumwolle zog auch Kapazitäten der Spinnerei ab; die Spinnerinnen orientierten sich rasch an den Bedürfnissen der Baumwoll-Textilhersteller und Wollgarn wurde knapp.
Einen Ausweg suchte das Unternehmen, indem es in die Zeug-Produktion einstieg, und zwar organisiert als Manufaktur beziehungsweise als Fabrik. Eine solche wurde 1774 in Calw eröffnet. Unter einem Dach liefen hier bis zu neun Webstühle, die von gut ausgebildeten, teils ortsfremden Zeugmachermeistern bedient wurden. Zugleich zog die Companie eine Elite unter den Zeugmachermeistern heran, denen sie in Lohnfertigung Heimarbeitsaufträge für hochwertige Produkte gab. In der Fabrik galt das Prinzip der Arbeitsteilung, es gab Leistungs- und Qualitätsanreize und eine höherwertige technische Ausstattung. Auch unter den Spinnerinnen der Region rekrutierte das Unternehmen rund 700 exklusiv für sich, damit sie allein für die Kompagnie arbeiteten.
Durch die Qualitätsverbesserungen der in der Fabrik selbst gefertigten Waren neigte die Compagnie dazu, die in klassischer Weise hergestellten Zeuge aus dem Moderationsgebiet wegen vorhandener oder vorgeblicher Mängel abzulehnen, was unter den Zeugmachern zu Aversionen gegenüber der Fabrik führte. Das Fabriksystem schien sich für das Unternehmen als eine Zukunftschance zu erweisen. Die produzierte Menge dieser hochwertigen Produkte wuchs rasch, die Erträge stiegen.
Der Italienfeldzug napoleonischer Truppen machte alle Hoffnungen zunichte, denn die Umsätze der für die Compagnie zentralen Bozener Messe blieben aus. Das Unternehmen schrieb nun Verluste und bat Herzog Friedrich Eugen 1796 darum, das Moderationsgebiet aufzuheben. Ein Jahr später wurde das Unternehmen mit herzoglicher Erlaubnis tatsächlich aufgelöst. Einige der vormaligen Compagnie-Verwandten führten das Textilgeschäft in jeweils eigener und kleinerer Form weiter. Andere wagten unternehmerische Schritte in anderen Branchen, was sie zum Teil bereits in den Jahrzehnten zuvor nebenher probiert hatten.

## Nachleben

### Unternehmerisches Erbe

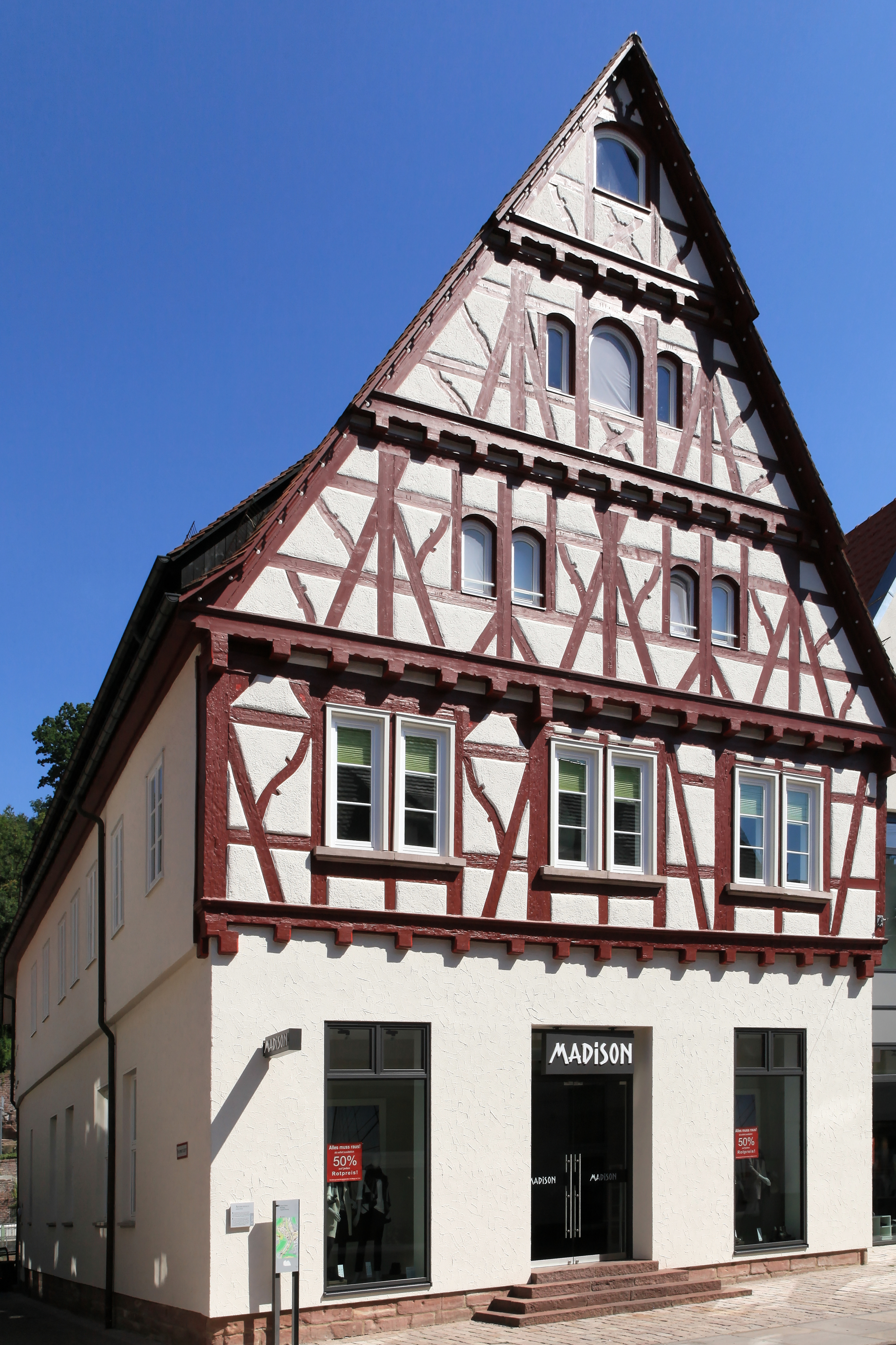
Vormaliges Wollmagazin und Kaufhaus der Kompagnie, das heutige Andreähaus
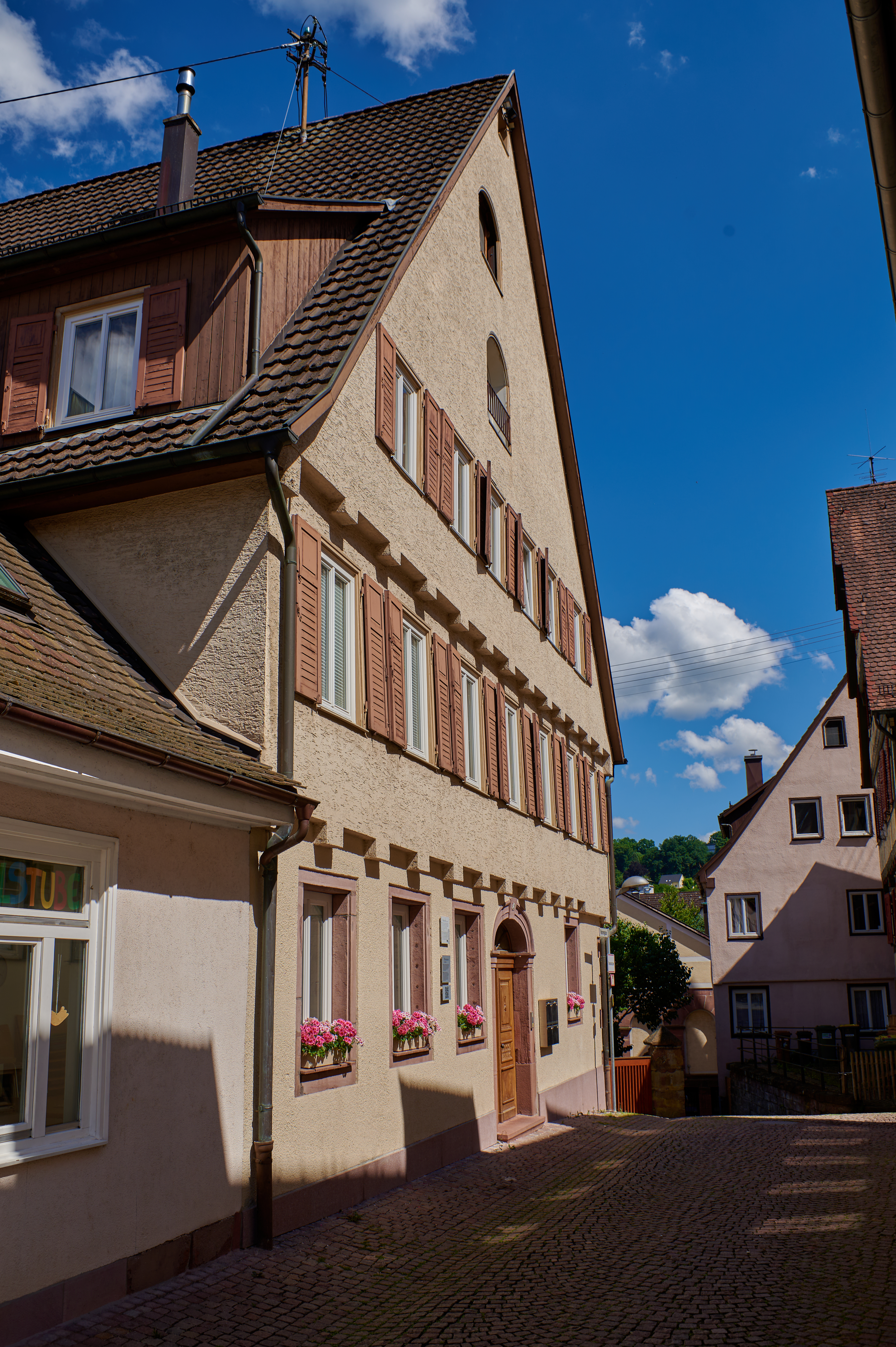
Haus Linkenheil, 1693 erbaut und mehrmals von Teilhabern Zeughandlungskompagnie bewohnt
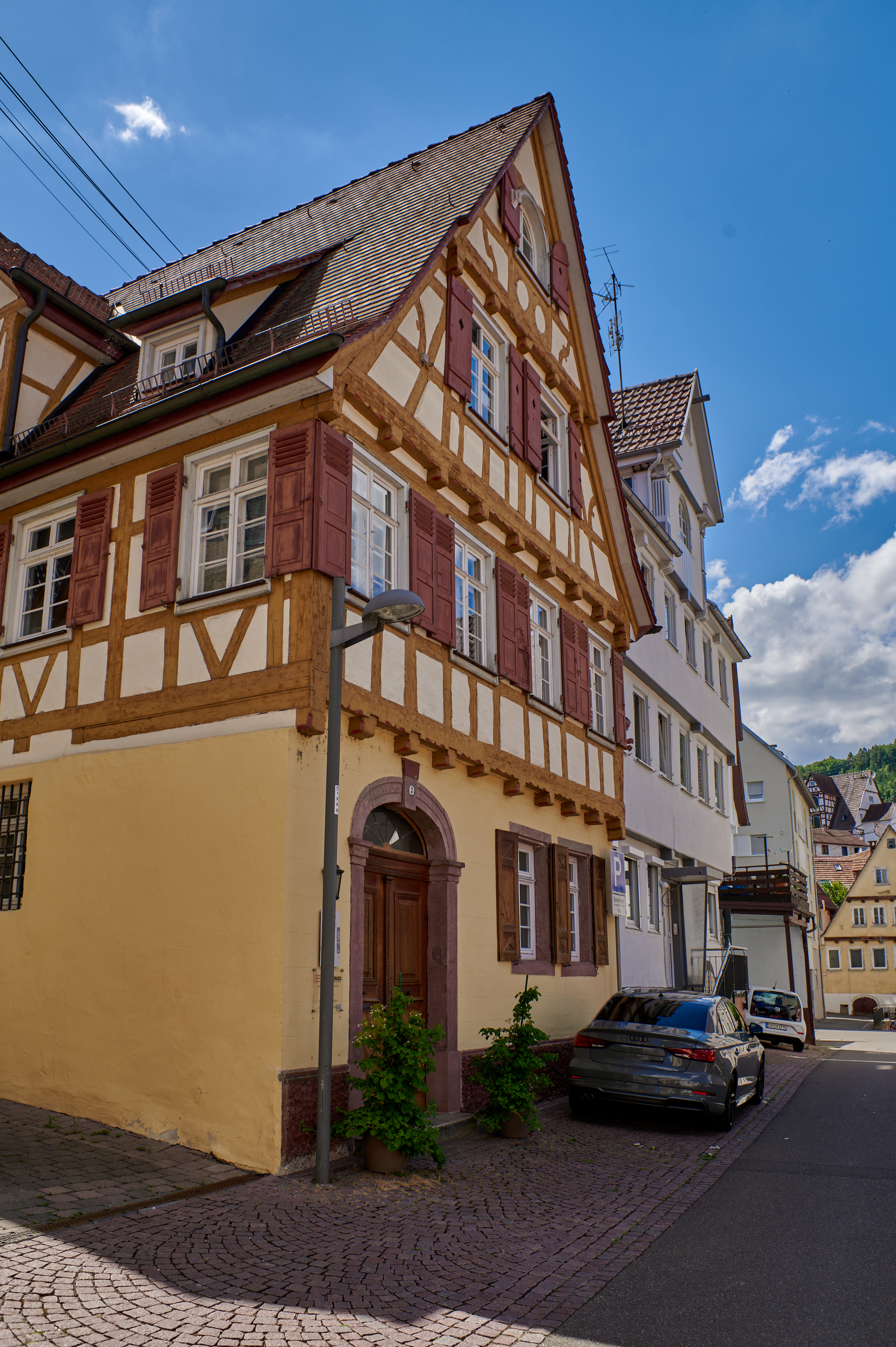
1695 von Hans Georg Gfrörer errichtetes, Mitte des 19. Jahrhunderts umgebautes Haus
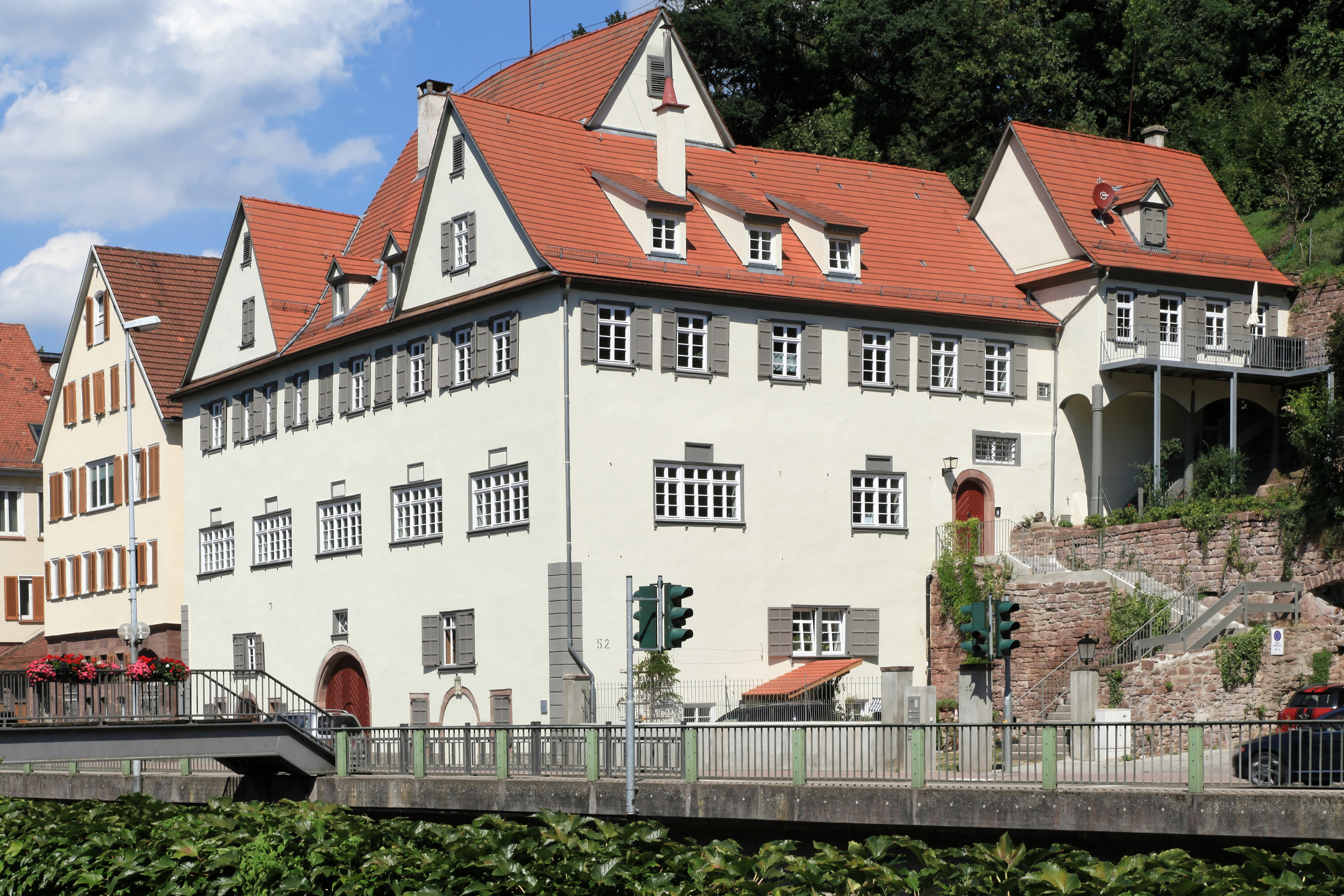
Steinhaus an der Nagold, 1694 nach südtiroler Vorbild errichtet

Einige Mitglieder der Teilhaber-Familien waren vor und nach 1797 auch anderweitig aktiv. Sie beteiligten sich beispielsweise am Bergbau im Schwarzwald, an der Flößerei oder am kombinierten Salz- und Weinhandel in Süddeutschland. Andere stiegen ins Bankgeschäft ein, wurden in der Glasverhüttung tätig oder versuchten sich in der Fayencenherstellung. Das Textilgeschäft blieb Calw in Form verschiedener Unternehmen bis 1997 erhalten, dem Jahr, als die Calwer Decken- und Tuchfabriken AG ihren Betrieb einstellte.

### Architektonisches Erbe
Zum Erbe der Compagnie zählen in Calw auch kulturhistorisch als wertvoll eingeschätzte Gebäude, überwiegend im Stadtkern von Calw, die Mitglieder der Teilhaber-Familien oder die Compagnie selbst errichteten beziehungsweise erwarben.

### Protestantische Ethik
Max Weber machte in seiner berühmten Studie „Die protestantische Ethik und der Geist des Kapitalismus“ vier Strömungen des Protestantismus aus, die seiner Ansicht nach eine besondere „Wahlverwandtschaft“ mit eben jenem kapitalistischen Geist aufgewiesen hätten. Eine davon sei der Pietismus gewesen. In diesem Kontext erwähnte er nebenher Calw. Dieser Randbemerkung ging Hartmut Lehmann nach. Dabei charakterisierte er die Calwer Compagnie als „das Zentrum des frühen Calwer Pietismus“ und führte pietistisch agierende Teilhaber-Familien auf. Einen systematischen Zusammenhang zwischen den pietistischen Neigungen von Teilhaber-Familien insbesondere zu Beginn des 18. Jahrhunderts einerseits und dem Geschäftserfolg der Kompagnie andererseits erblickte er jedoch nicht. Eine rationale, moderne und insgesamt bessere Berufs- und Wirtschaftsethik sei bei den Mitgliedern der Teilhaber-Familien nicht feststellbar, wohl aber seien Tugenden vorhanden gewesen, die für das wirtschaftliche Vorankommen nützlich waren, wie etwa Fleiß, Sorgfalt, Genauigkeit und Zeitdisziplin.

### Geschichtsschreibung
Die Calwer Zeughandlungskompagnie war gelegentlich Gegenstand der Lokal- und der übergreifenden Wirtschaftsgeschichtsschreibung. Gründlich hat sich erstmals der Nationalökonom Walter Troeltsch mit ihr befasst; 1897, einhundert Jahre nach ihrem Ende, legte er eine entsprechende Monografie vor. Wilfried Reininghaus nannte diese Arbeit eine „Pionierstudie“ zum Verlagswesen. Die in Oxford lehrende kanadische Wirtschaftshistorikerin Sheilagh Ogilvie publizierte noch einmal einhundert Jahre später eine Untersuchung über die Zeugmacherzunft in Wildberg, die im Gebiet der Calwer Moderation lokalisiert war und sich darum mit der Calwer Compagnie auseinandersetzen musste. Ogilvie nutzte die empirischen Ergebnisse, um Theorien der Proto-Industrialisierung kritisch zu hinterfragen. In seiner Studie zur Wirtschaftsgeschichte Calws porträtierte der Historiker Gerd Höschle 2006 das Unternehmen umfassender und zeigte dabei auch die Querverbindungen zu anderen Unternehmen und Branchen der Stadt.
Die Bedeutung der Calwer Zeughandlungskompagnie wurde vielfach unterstrichen. Troeltsch bezeichnete sie als das größte industrielle Unternehmen Altwürttembergs im 17. und 18. Jahrhundert. Der Wirtschaftshistoriker Hermann Kellenbenz sah in ihr den Ausgangspunkt der Industrialisierung im Raum Calw. Der Historiker und Archivar Peter Eitel nannte sie das „erste und größte Verlagsunternehmen“ Altwürttembergs „und zugleich die größte Exportfirma“ dieses Landes. In seiner Übersichtsstudie zum Merkantilismus bezeichnete der Wirtschaftshistoriker Rainer Gömmel die Kompagnie als „das bedeutendste Unternehmen“ Altwürttembergs. Nach Christian Kleinschmidt, ebenfalls ein Wirtschaftshistoriker, war sie zum Zeitpunkt ihrer Auflösung „eine der größten gewerblichen Organisationen auf dem europäischen Kontinent“.

## Anhang